# Almofala (Itarema)
Almofala é um distrito do município de Itarema, no estado do Ceará, no Brasil.

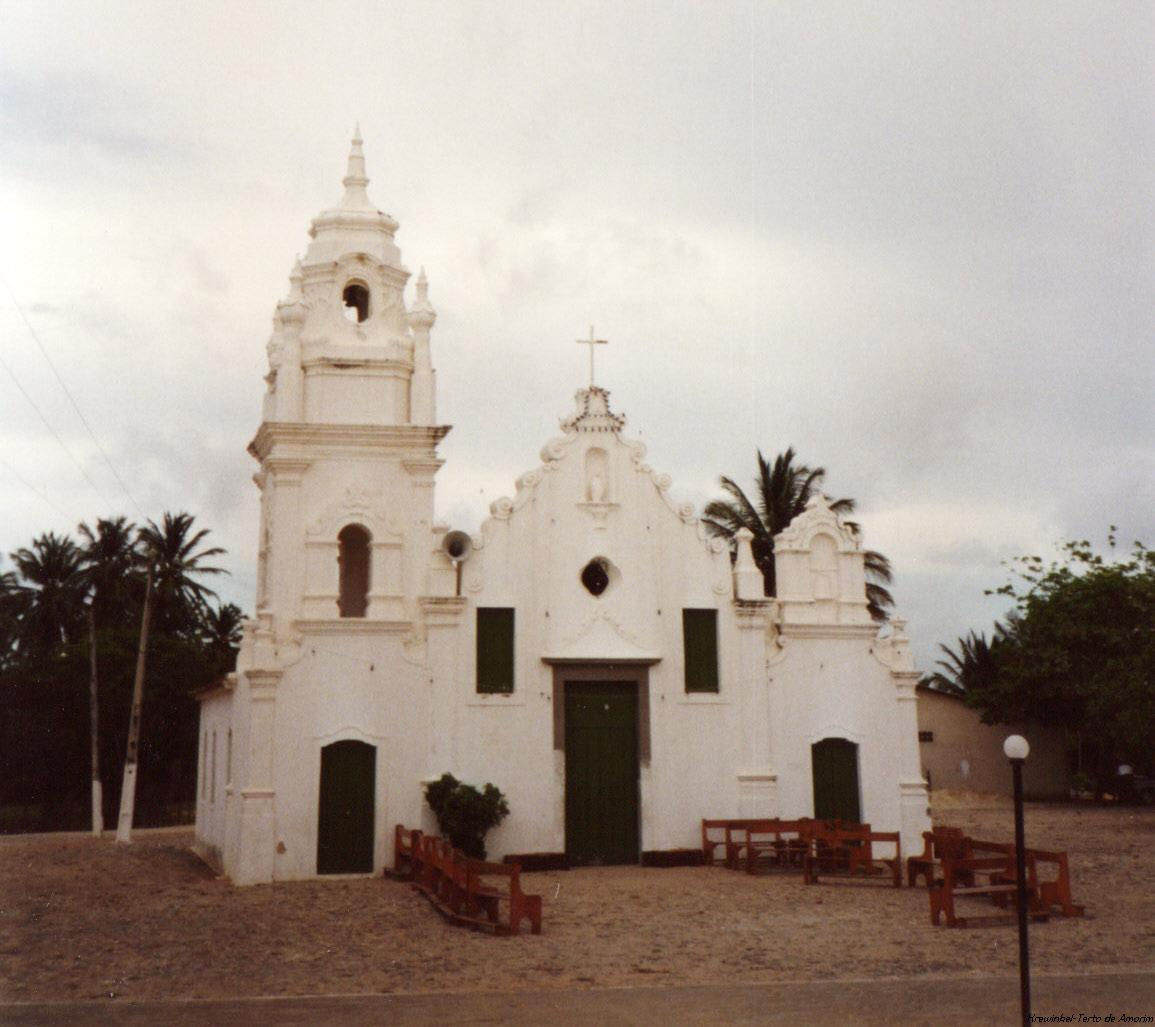
Igreja de Almofala

## História
Originalmente, chamava-se "Aldeia do Cajueiro", depois "Missão do Aracati-mirím", "Missam do tapuya Tramanbe" e ainda "Missão de Nossa Senhora da Conceição dos Tramambés. Quando os jesuítas foram expulsos da missão em 1759, por ordens do Marquês do Pombal, uma parte dos Tremembé e os padres da ordem de São Pedro deslocaram os índios para o Soure e, anos depois, devido à não adaptação, os índios retornaram a vila. Em 1766, a missão tornou-se uma freguesia de índios e recebeu o nome de "Almofala", um topônimo de origem árabe-portuguesa. É a terra dos índios Tremembé. Nela, está construída a Igreja de Nossa Senhora da Conceição de Almofala. Os arredores da igreja ficaram despovoados de 1897 até 1940/43, devido à invasão de dunas móveis.